# Ana de la Reguera
Ana de la Reguera, all'anagrafe Anabell Gardoqui de la Reguera (Veracruz, 8 aprile 1977), è un'attrice messicana.
Ha iniziato la sua carriera recitando in telenovelas, ha recitato anche nella nota serie televisiva Eastbound & Down trasmessa sulla tv via cavo Americana HBO.

## Filmografia

### Cinema
- Super Nacho (Nacho Libre), regia di Jared Hess (2006)
- El traspatio, regia di Carlos Carrera (2009)
- Poliziotti fuori - Due sbirri a piede libero (Cop Out), regia di Kevin Smith (2010)
- Cowboys & Aliens, regia di Jon Favreau (2011)
- Oscure presenze (Jessabelle), regia di Kevin Greutert (2014)
- Il libro della vita (The Book of Life), regia di Jorge Gutierrez (2014) – voce
- Macho, regia di Antonio Serrano (2016)
- Noi siamo tutto (Everything, Everything), regia di Stella Meghie (2017)
- Army of the Dead, regia di Zack Snyder (2021)
- La notte del giudizio per sempre (The Forever Purge), regia di Everardo Gout (2021)
- Army of Thieves, regia di Matthias Schweighöfer (2021) - cameo[1]

### Televisione
- Capadocia – telenovela (2008)
- Royal Pains – serie TV, episodi 2x04–2x05 (2010)
- Eastbound & Down – serie TV, 6 episodi (2010)
- Anger Management – serie TV, episodio 2x52 (2014)
- Narcos – serie TV, episodi 1x02–1x03–1x04–1x06 (2015)
- The Blacklist – serie TV, episodio 2x18 (2015)
- Jane the Virgin – serie TV, episodi 2x13–2x14–2x15 (2016)
- Dal tramonto all'alba - La serie (From Dusk Till Dawn: The Series) – serie TV, episodi 3x01–3x08–3x09 (2016)
- Twin Peaks – serie TV, episodio 1x12 (2017)
- Power – serie TV (2017–2019)
- Golia (Goliath) – serie TV, 16 episodi (2018-2021)

## Doppiatrici italiane
Nelle versioni in italiano delle opere in cui ha recitato, Ana de la Reguera è stata doppiata da:
- Chiara Gioncardi in Army of the Dead, La notte del giudizio per sempre, Army of Thieves[1]
- Ilaria Latini in Narcos, Golia
- Valentina Mari in Super Nacho
- Patrizia Burul in Poliziotti fuori - Due sbirri a piede libero
- Ilaria Stagni in Cowboys & Aliens
- Francesca Fiorentini in Oscure presenze
- Laura Lenghi in Noi siamo tutto
- Alessandra Korompay in Power